# Teleorhinus utahensis
Teleorhinus utahensis är en insektsart som beskrevs av Knight 1968. Teleorhinus utahensis ingår i släktet Teleorhinus och familjen ängsskinnbaggar. Inga underarter finns listade i Catalogue of Life.